# Upplands runinskrifter 1126
Upplands runinskrifter 1126 är en vikingatida runsten av granit i Alunda kyrka, Alunda socken och Östhammars kommun. Runstenen är 1,35 meter hög och 0,75 meter bred med en runhöjd mellan 5,5 och 8 centimeter. Runstenen är inmurad i kyrkomuren, cirka 70 centimeter ovan marken.
Ristningen är utförd av en helt ovan ristare och inskriften saknar språklig mening. U 1128, också den i Alunda kyrka, är av liknande karaktär och vid närbelägna Viksta kyrka finns ytterligare en liknande egenartad runsten, U 1061.

## Inskriften
Translitterering av runraden:
[uluiuþnis-... ...-þnf]a · nnu · ub ' tnþk · uþnki